# Isabella Wranå
Isabella Wranå, född 22 juni 1997, är en svensk curlingspelare som spelar skipper i lag Wranå för Sundbybergs CK.
Som skipper i lag Wranå har hon vunnit två SM-guld i curling 2018 och 2022. I april 2024 tog hon tillsammans med sin bror Rasmus Wranå VM-guld i mixeddubbel.
Hon har lett sitt lag till bland annat ett guld och ett silver i junior-VM 2017 respektive 2018.